# Église Notre-Dame-de-Lorette de Tilloloy
Pour les articles homonymes, voir Église Notre-Dame-de-Lorette.
L'église Notre-Dame-de-Lorette de Tilloloy, dans la Somme, est un édifice élevé au XVIe siècle dont l'architecture est empreinte d'une certaine originalité.

## Histoire
L'église de Tilloloy fut édifiée non loin du château dont elle était aussi la chapelle seigneuriale, de 1530 à 1534 à l'initiative d'Antoinette de Rasse, veuve de Jean III de Soyécourt, seigneur de Tilloloy à son retour d'un pèlerinage à la Sainte Maison de Lorette en Italie. Elle remplaça une église dédiée à Saint Nicolas.
Elle figure sur la première liste de Monuments historiques de 1840.
Elle a bénéficié d'une restauration au XIXe siècle sous la conduite d'Edmond Duthoit.
L'église fut en très grande partie détruite pendant la Grande Guerre. Elle fut restaurée durant l'entre-deux-guerres par Henri Moreau, architecte en chef des Monuments historiques de 1929 à 1934 pour la maçonnerie et de 1935 à 1938 pour le mobilier.

## Architecture et décoration

### Extérieur

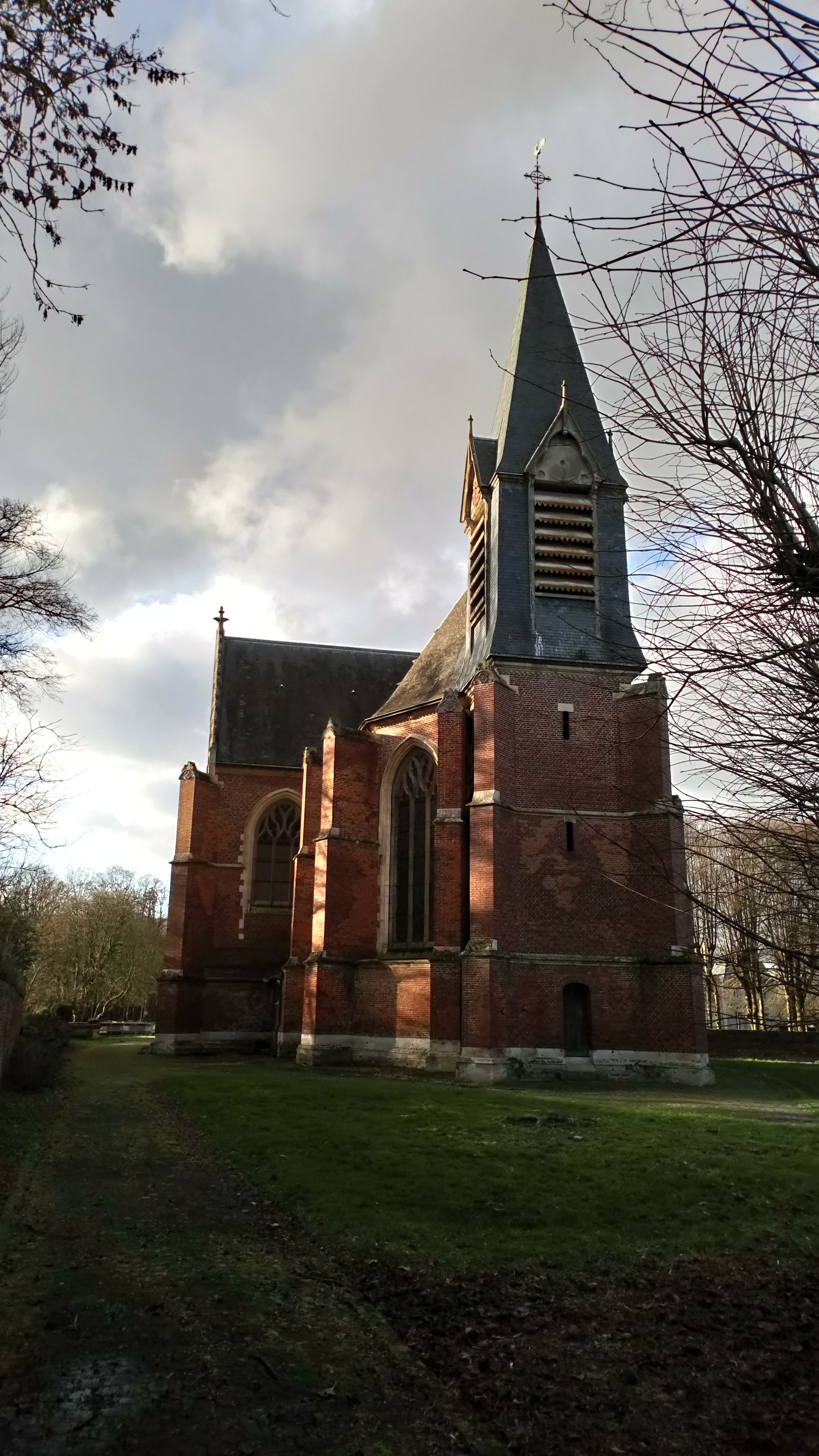
Vue d'ensemble.

L'église de Tilloloy est construite en brique, la pierre étant réservée au décor sculpté. Son allure générale rappelle celle de certaines églises fortifiées de Thiérache. La façade est terminée par un pignon compris entre deux tourelles avec toiture en poivrière. Ces tourelles sont reliées par une galerie à balustrade ajourée qui surmonte l'arc surbaissé du portail. La décoration rappelle le pèlerinage : de multiples coquillages ornent la façade, ainsi que la gourde et le bâton de pèlerin.

### Intérieur
Le plan de l'église est celui d'une croix latine de 32,30 mètres de long sur 19,30 mètres de large au transept.
Une large nef unique de 7,90 m de large est voûtée de brique, la voûte culmine à 12,10 m de haut. Les voûtes d'ogives à nervures de pierre retombent sur des dais sculptés. Les clefs de voûte sont ornées de blasons des familles propriétaires du domaine de Tilloloy et alliées.. 
Les verrières du chœur sont garnies de vitraux de Jacques Grüber, maître-verrier de l'école de Nancy. Ils s'inspirent des vitraux d'origine créés par Mathieu de Bléville. Les vitraux de la nef furent réalisés par l'atelier Cagnart d'Amiens en 1934-1935. Ils ont été en partie détruits en 1940. Huit verrières du chœur ont été restaurées en 1990-1992 par l'atelier Courageux de Crèvecœur-le-Petit. Ceux-ci ont fini la restauration des vitraux de Grüber en 2019 (verrières du transept sud ) 
La chaire et les sculptures dues à Camille Garnier, sculpteur parisien furent également réalisées pendant l'entre-deux-guerres.
Dans l'abside, une piscine sculptée de style gothique flamboyant, richement décorée, date de la construction de l'église (1534).
Les pièces maîtresses de l'édifice sont les tombeaux de la famille de Soyécourt :
- les gisants (milieu XVIe siècle) décapités de François de Soyécourt (fils de la fondatrice de l'église) et de Charlotte de Mailly, son épouse ;
- les gisants de leurs trois fils Maximilien, Charles et Abdias qui sont agenouillés, en armure, entre des colonnes surmontées de pommes de pin ;
- le gisant de leur sœur, Françoise de Soyécourt et de son époux, Ponthus de Belleforière, gouverneur de Corbie morte en 1590, tous deux sont également agenouillés[1].

## Pour approfondir